# Russudan Gotsiridze
Russudan Gotsiridze (რუსუდან გოცირიძე en georgià, Tbilisi, Geòrgia, 8 de febrer de 1975) és bisbe de l'Església Baptista Evangèlica de Geòrgia i defensora dels drets de les dones. Va ser la primera dona bisbe de Geòrgia. S'ha posicionat en contra de la violència de gènere i a favor de la igualtat entre homes i dones. A més, ha teixit diàleg interreligiós en favor de les minories religioses. També va ser una de les primeres membres de la comunitat religiosa de Geòrgia que va donar suport públicament als drets de la comunitat LGTB. Gotsiridze va parlar en el VI Fòrum de Nacions Unides en Assumptes de Minories sobre les minories religioses a Geòrgia.
L'any 2014 va ser distingida amb el Premi Internacional Dona Coratge.